# Belföldi szakállasagáma
A belföldi szakállasagáma (Pogona vitticeps) a hüllők (Reptilia) osztályának pikkelyes hüllők (Squamata) rendjébe, ezen belül az agámafélék (Agamidae) családjába tartozó faj.
Az agámafélék (Agamidae) egyik legismertebb képviselője; terráriumokban meglehetősen gyakran találkozhatunk vele.

## Előfordulása
Ausztrália középső, illetve keleti részén (a Simpson-sivatag és a Nagy Artézi-medence vidékén) honos; a füves pusztákat, illetve a félsivatagi körülményeket kedveli. Hatalmas elterjedési területe az oka annak, hogy ez a legváltozatosabb ausztráliai agámafaj.

## Megjelenése
Teljes hossza elérheti az 55 cm-t; ennek mintegy 55%-a az egyenletesen vékonyodó farok. Teste enyhén lapított, ehhez képest a tüskés kinövéseket hordó fej meglepően nagy: széles és robusztus. A fején a pikkelyek kisebbek.
Felfokozott izgalmi állapotban nyelvcsontja segítségével erőteljesen kifeszíti torkán a szakállát és tüskéit, a száját pedig szélesre tátja. Ilyenkor a torokpikkelyek igen ádáz külsőt kölcsönöznek neki, és közben testét is felfújja, amitől szinte kör keresztmetszetűvé válik. A test két oldalán növő tüskesor ilyenkor szintén kimered, felágaskodik.
Szemei kicsik, a szemdombok kidudorodnak. Dobhártyája jól látható.

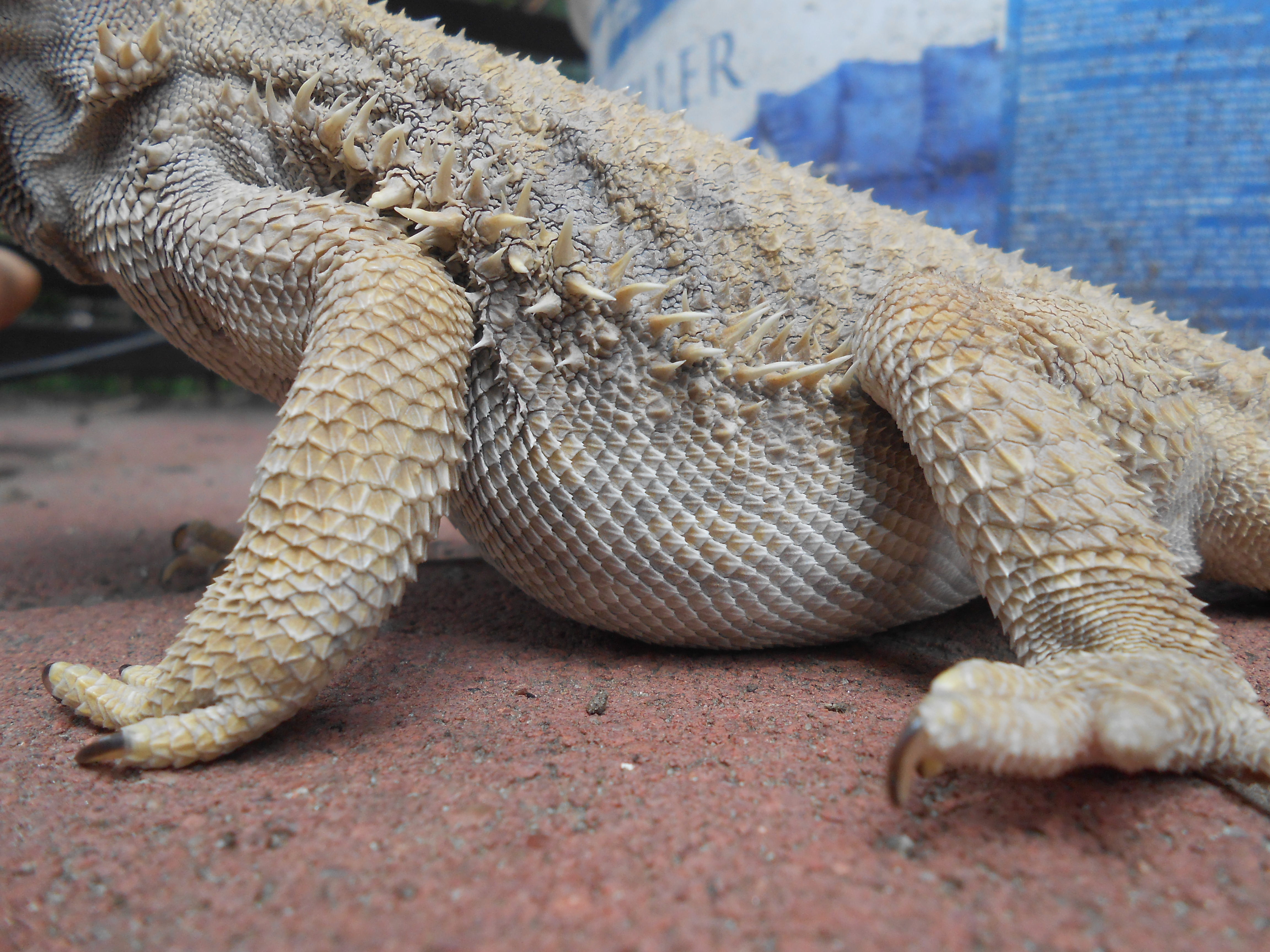
Oldalsó tüskéi

Erőteljes végtagjai éles karmokban végződnek. Színezetét jelentősen befolyásolják élőhelyének környezeti viszonyai. A nemek külső jegyeik alapján elég nehéz megkülönböztetni – gyakorlott terraristák erre a preanális és femorális pórusok alapján képesek. A hímek általában kissé élénkebb színűek, fejük valamivel nagyobb. Több színváltozata ismert, ezek közül leggyakoribb a szürkés, barnás színezet, de vannak sárga, vörös és – ritkán – zöld példányok is. A vörös szín többnyire csak az állat fején tűnik fel; a tiszta vörös agáma ritka. Céltudatos tenyésztéssel számtalan színváltozatot hoztak létre: már az albínó változat is megjelent a kereskedésekben.

## Életmódja

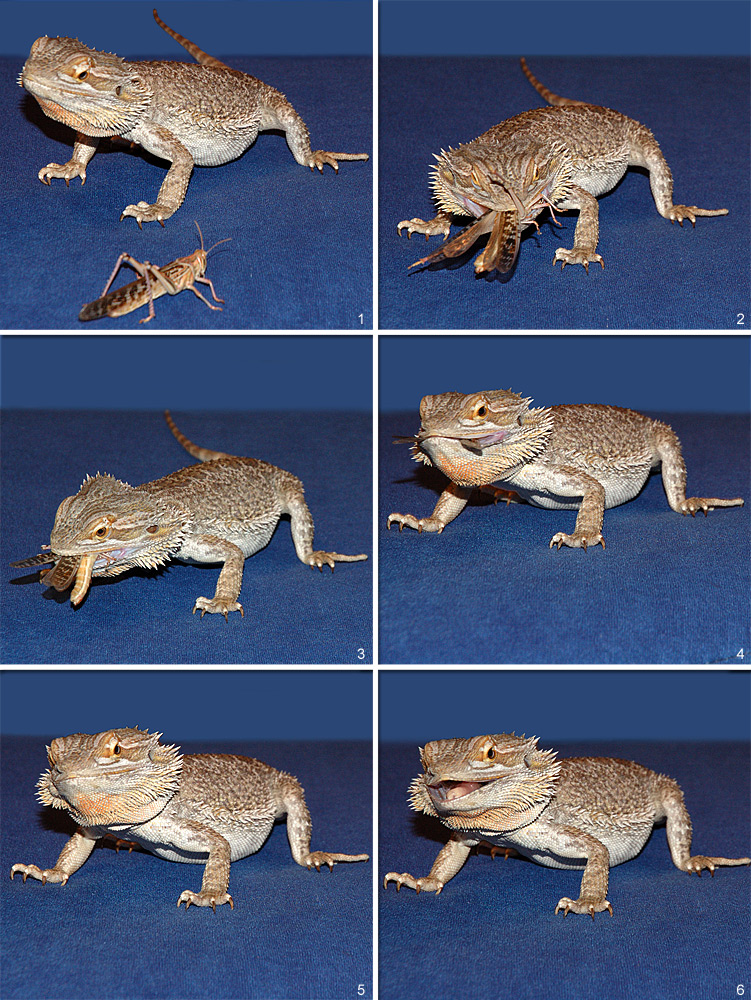
Belföldi szakállasagáma szöcskét eszik.

Nappali állat. Rovarokat, zöldség- és gyümölcsféléket egyaránt eszik. Felfalja a kisebb kétéltűeket és gyíkokat, így saját fajtársait is.
A fogságban nevelt állatoknál már a fiatal példányok is kialakítják rangsorukat, és idővel a domináns hím befolyása egyre nő. A vitákat a mellső lábak emelgetésével, karkörzésre emlékeztető mozdulatokkal, a test felfúvásával és gyakori fejbólogatással oldják meg. A rendkívül ritka „csaták” rövid ideig tartanak, és bár hevesnek tűnnek, sosem járnak sérüléssel. Az alulmaradt egyed fejét a földhöz nyomva adja meg magát.
A párzani készülő hím fejével ütemesen bólogatva, lábát emelgetve közelíti meg a kiszemelt nőstényt. Ha az hajlandó párzani, akkor mellső lábait jobbra-balra emelgetve megkerüli a hímet, lehasal, és megemeli farkát, hogy kloákája szabaddá váljon.
A párzás után a nőstény egyre kevesebbet eszik, majd teljesen abbahagyja az evést. A tojásrakás előtt már jól látható a testében elhelyezkedő tojások körvonala. Néhány nappal a tojásrakás előtt a nőstény alkalmas helyet keres a fészeknek. Olyan mély üreget ás, hogy abban kényelmesen elférjen. Rövid pihenés után lerakja tojásait, majd betemeti a gödröt, és fejével ledöngöli a fellazított talajt. A fiatalabb nőstények 6–12 tojást raknak, az idősebbek 15–25-öt. A tojások mintegy 3 centiméter hosszúak és 1,5 centiméter szélesek, tömegük 7–8 gramm.
A tojások 28–29 °C hőmérsékleten 75–80 nap alatt kelnek ki; normális esetben 28 órán belül. A kis gyíkok a tojáshéjat apró tojásfogukkal törik fel; a kicsik 7,5–8,5 centiméter hosszúak és jóval sötétebbek szüleiknél.

## Tartása
Egy-két felnőtt állatnak már legalább 120 cm × 60 cm × 60 cm-es terrárium kell. Az agámabébik igen kényesek; felnevelésük nem egyszerű (főleg kezdőknek). A kereskedelemben kapható szakállasagámák között a beltenyésztés eredményeként igen sok a gyengén fejlett, a születési rendellenességgel világra jött, torz alkatú egyed. Az agáma meglepően sokat eszik, különösen fiatal korában. Született idegrendszeri rendellenesség következményeként némely példányok saját lábujjaikat is leharapdálják.
A terráriumban nappal 28–35 °C, éjszaka 20–22 °C az optimális. A kis állatok állandó hőmérsékletet igényelnek nappal, jó ha a sütkérező helyen 35 °C-nál melegebb van, de a túlzott hőtől óvjuk. Aljzatnak optimális a 10–20 centiméternyi kvarc- vagy gránithomok, de megfelel a finom akváriumi sóder is. Szükséges, hogy legyen bent néhány mászható faág, és alakítsunk ki számára megfelelő méretű búvóhelyet is.
- Ajánlott táplálékai (a fiatal állatoknak főleg rovarok, majd egyre több növényi anyag):

tücsök, pók, gyászbogár, hernyó, földigiliszta, saláta, petrezselyem, paradicsom, tök, búzacsíra, pitypang, alma, eper, málna stb. + kiegészítő vitamin és ásványi anyagok.
- Ellenjavallt: a spenót, mert megköti a kalciumot, a saláta sem megfelelő, mert kicsi a tápértéke.

Mivel ezek a gyíkok gyorsan nőnek, a kalciumhiány könnyen fejlődési rendellenességekhez, majd az állat pusztulásához vezethet.

## Képek

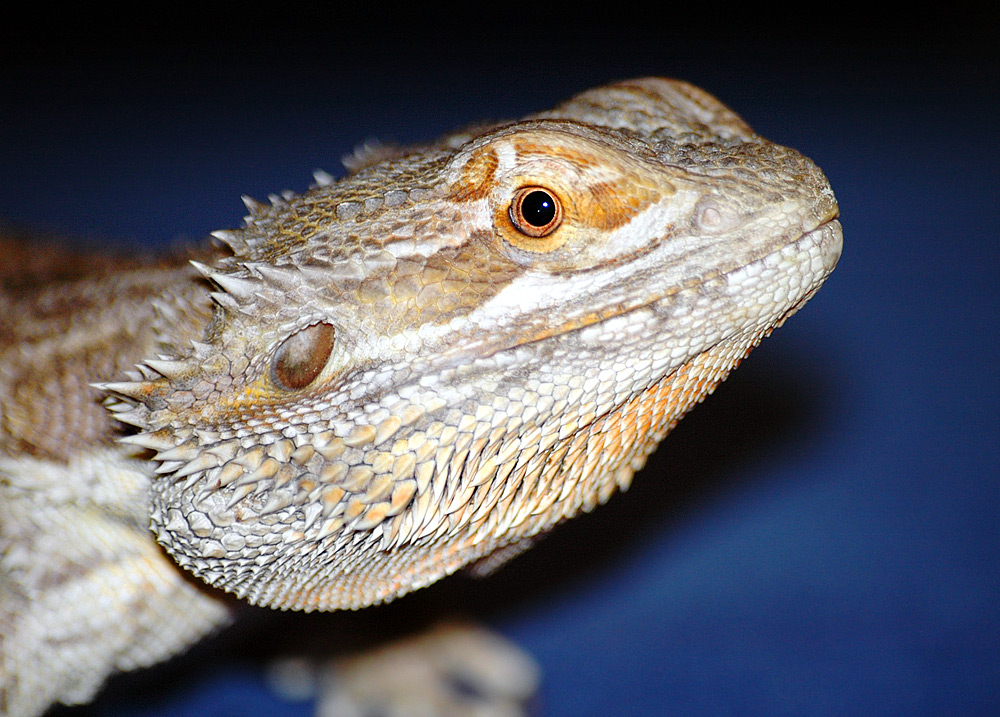
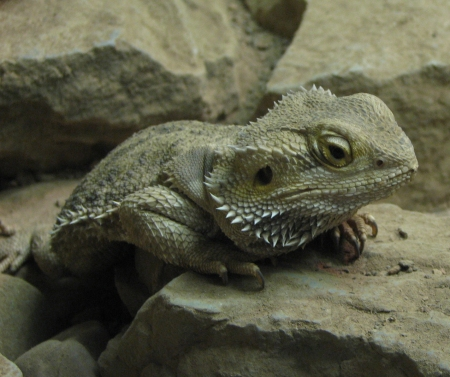
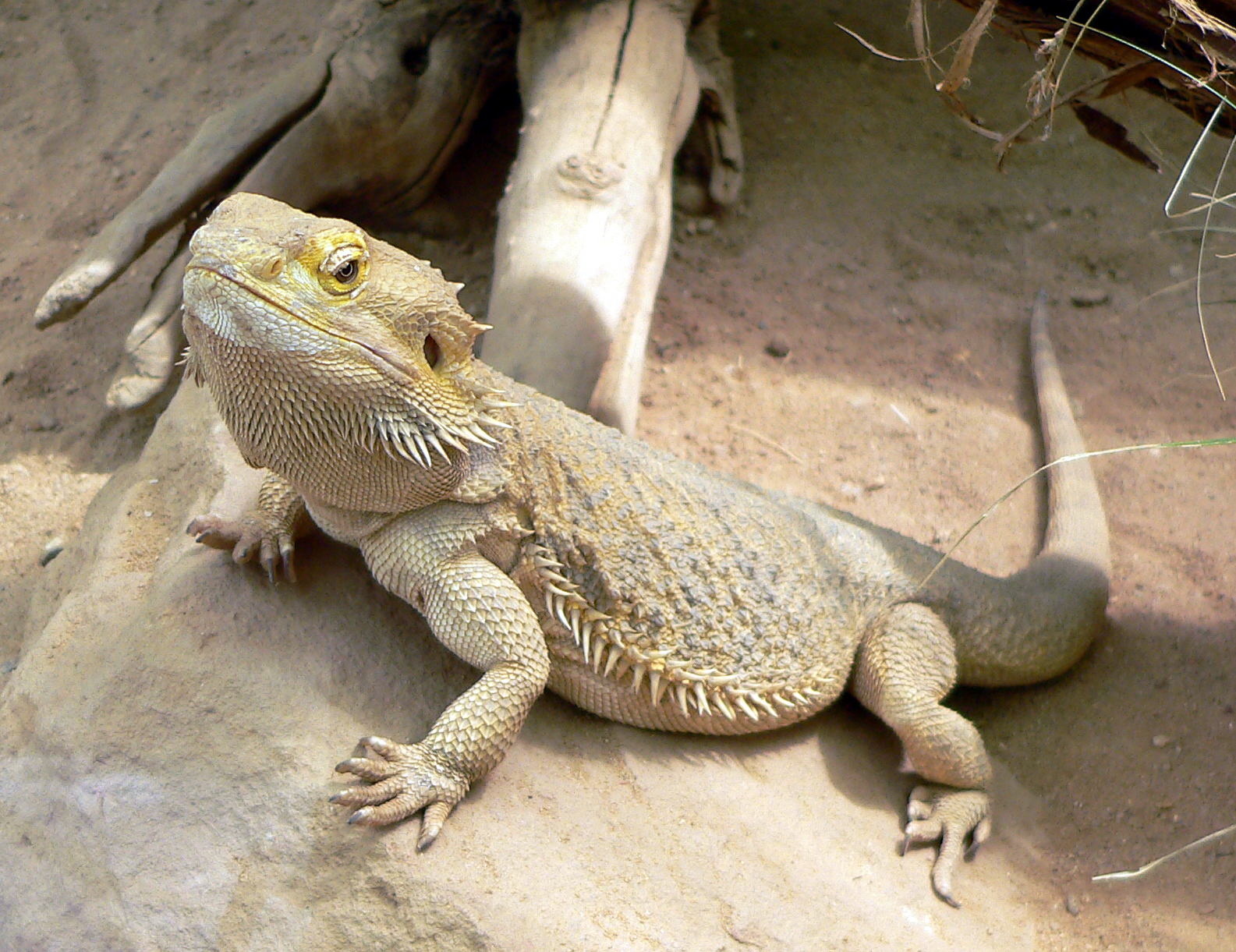
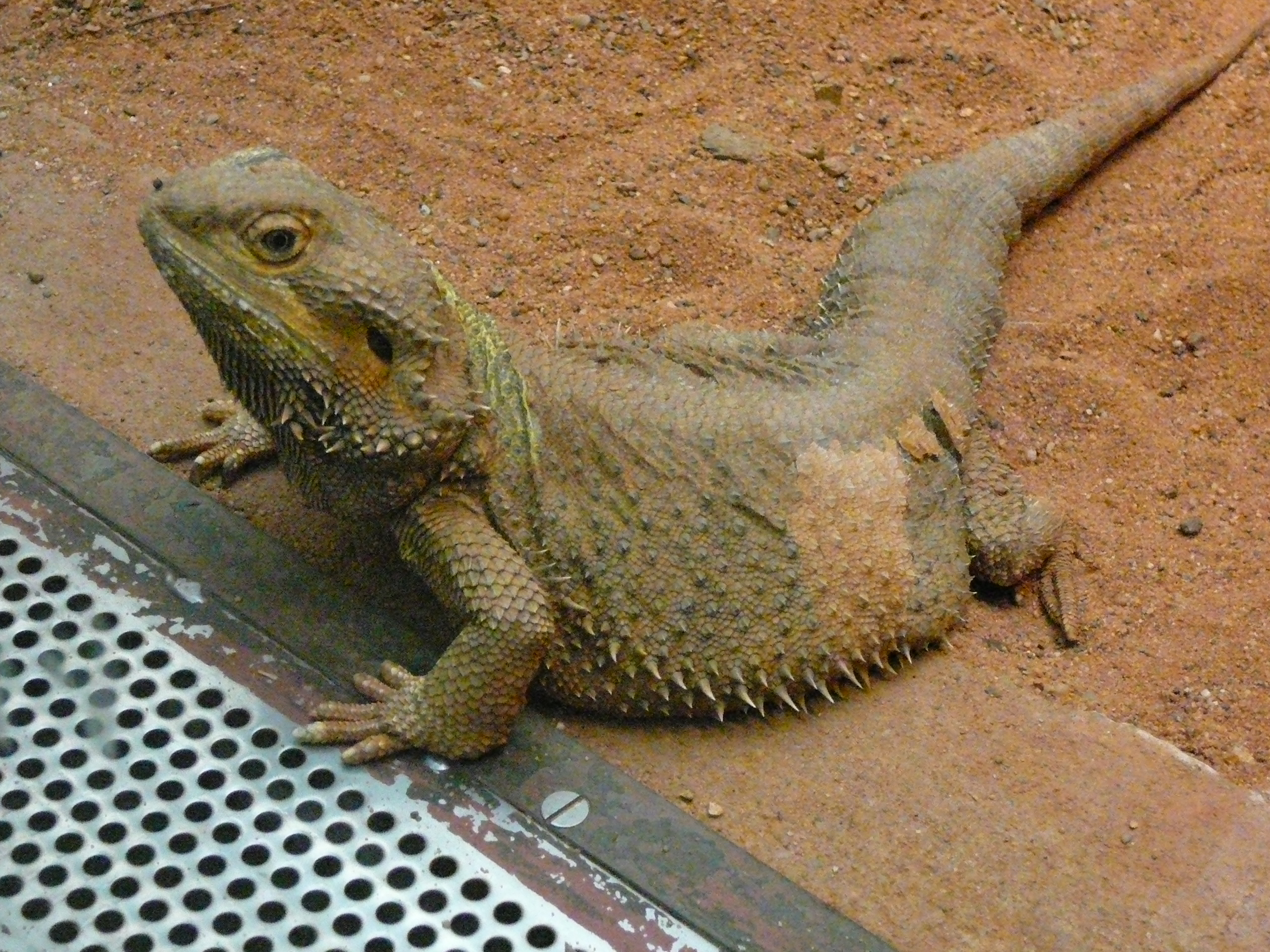
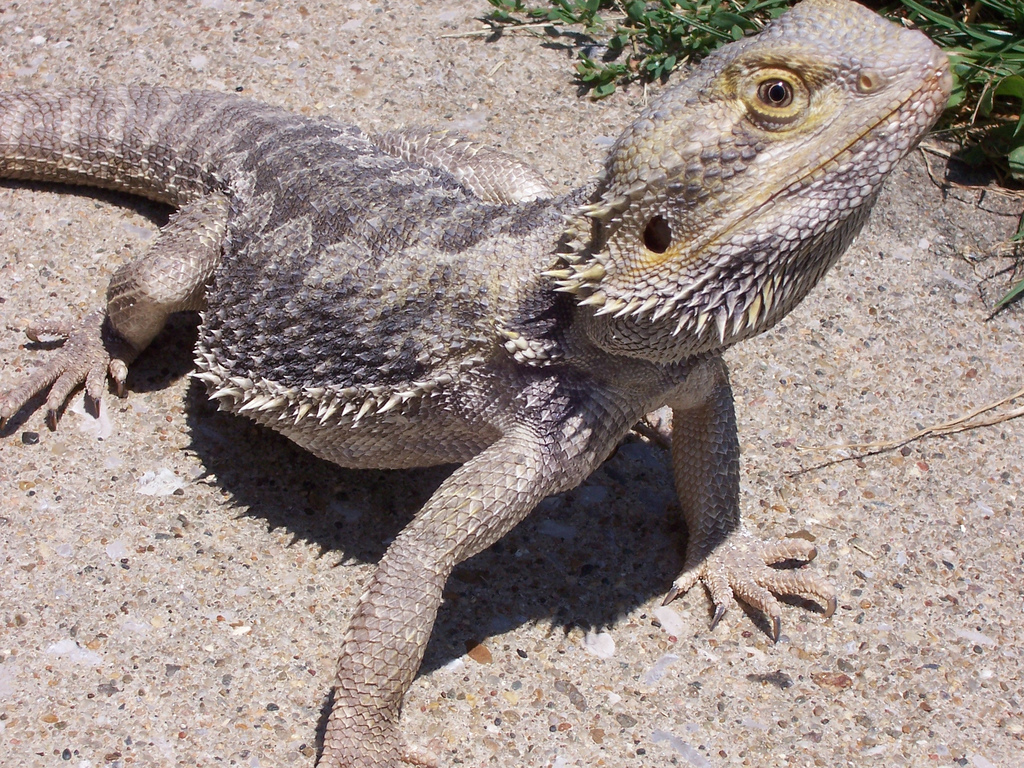
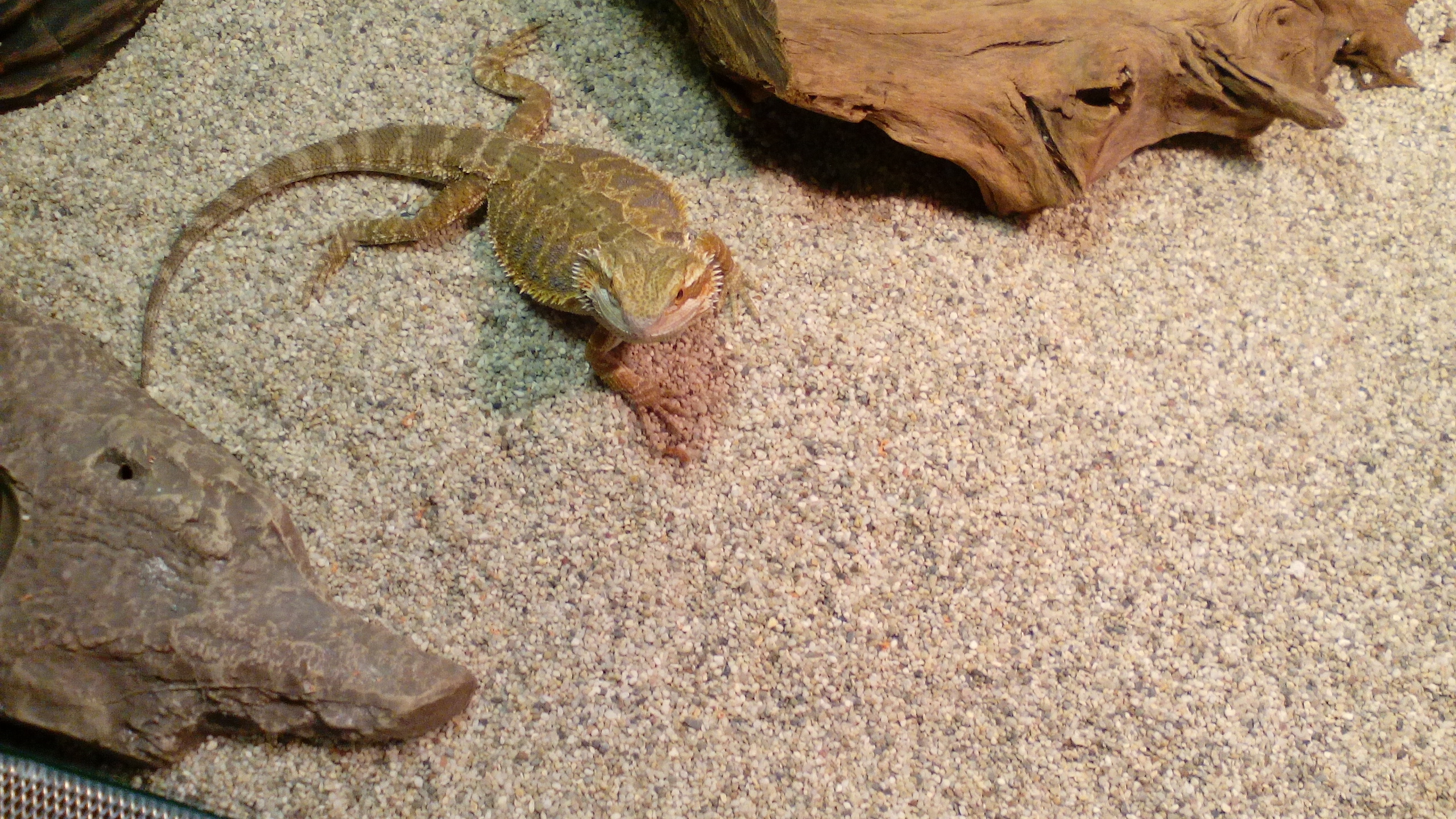